# Пултавская, Ванда
Ванда Пултавская (пол. Wanda Wiktoria Półtawska, 2 октября 1921, Люблин — 24 октября 2023[…], Краков) — польская врач и писательница.

## Биография
Ванда Пултавская стала заключённой нацистского концлагеря Равенсбрюк в Германии после ареста в феврале 1941 года по обвинению в помощи польскому движению сопротивления. Её использовали в качестве подопытной в различных медицинских экспериментах. Она провела в лагере четыре года, но выжила, а затем написала отчёт о своих переживаниях «Я не боюсь своих снов». Позже она вышла замуж и родила четверых детей.
Её обзор жизни и условий в лагере послужил материалом для нескольких книг. Во время тюремного заключения она решила, что, если выживет, станет врачом, и исполнила это намерение впоследствии. Она получила медицинское образование в Ягеллонском университете, окончив его в 1951 году и получила докторскую степень по психиатрии в 1964 году. Она проводила исследования «Детей Освенцима», людей, попавших в концентрационные лагеря в детстве. В 1967 году она организовала создание Института семейного богословия при Папской богословской академии в Кракове и руководила академией более 33 лет. С 1981 по 1984 год она преподавала в Папском Латеранском университете в Риме.
Пултавская — убеждённая верующая, она сотрудничала со своим соотечественником Папой Иоанном Павлом II, с которым обсуждала темы веры и богословия. Когда в 1962 году она заболела раком, ей сказали, что жить ей осталось всего 18 месяцев. Папа Иоанн Павел II, тогдашний кардинал Краковский, попросил отца Пия помолиться за неё. После этого ей стало лучше, и операция ей больше не потребовалась. Это было одно из чудес, побудивших Папу Иоанна Павла II канонизировать отца Пия в 2002 году.

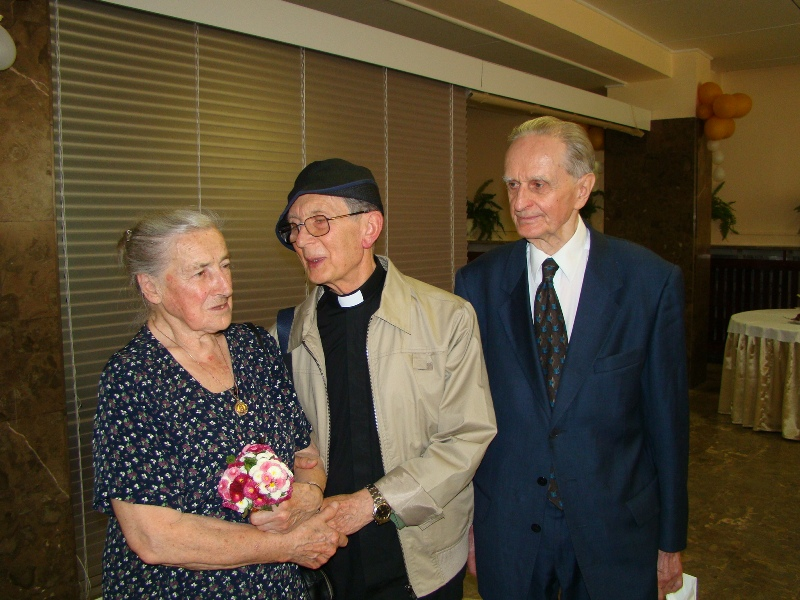
Ванда Пултавская с мужем Анджеем Пултавским (справа) и богословом Тадеушем Стыченем (в центре) на вручении ей почётной докторской степени в Люблинском католическом университете 9 июня 2008 года

Пултавская является автором документа под названием «Декларация веры католических врачей и студентов-медиков в отношении человеческой сексуальности и репродукции», которая является заявлением веры и догмы и, среди прочего, осуждает аборты, контрацепцию, искусственное оплодотворение и эвтаназию. Документ подписали около 4000 человек, включая врачей, медсестёр, студентов-медиков. Декларация стала предметом горячих политических дебатов и споров в СМИ о влиянии религии на медицинскую практику.
Ванда Пултавская умерла в Кракове 25 октября 2023 года, не дожив неделю до своего 102-го дня рождения.

## Память
- В марте 2023 года неонатальное отделение Семирадской больницы имени Р. Червяковского в Кракове было названо в честь Ванды Пултавской. Пултавская присутствовала на церемонии открытия[13].